# Crown Jewel (2018)
WWE Crown Jewel foi um evento de luta livre profissional produzido pela WWE e transmitido pelo WWE Network que ocorreu em 2 de novembro de 2018 no Estádio King Saud University, na cidade de Riyadh, Arábia Saudita e contou com a participação dos lutadores dos programas Raw e SmackDown. O evento sediou a primeira Copa do Mundo da WWE "para determinar o melhor do mundo". Ele também marcou o retorno ao ringue de Shawn Michaels, que se aposentou em 2010, bem como o retorno de Hulk Hogan, que não aparecia na WWE desde o escândalo de 2015.
O card conteve doze lutas. No evento principal, D-Generation X (Triple H e Shawn Michaels) derrotou The Brothers of Destruction (The Undertaker e Kane). Na penúltima luta, Shane McMahon derrotou Dolph Ziggler para conquistar a Copa do Mundo da WWE depois de substituir The Miz, que foi considerado incapaz de competir depois de se qualificar originalmente para a final. Em outros combates proeminentes, Brock Lesnar derrotou Braun Strowman para vencer o vago Campeonato Universal da WWE pela segunda vez e AJ Styles derrotou Samoa Joe para manter o Campeonato da WWE.

## Produção
Em 5 de março de 2018, a WWE e a Autoridade-Geral de Esportes da Arábia Saudita anunciaram o Greatest Royal Rumble, um evento ao vivo a ser realizado em 27 de abril de 2018 no King Abdullah Sports City em Jeddah, Arábia Saudita. Em 17 de setembro de 2018, a WWE e a Autoridade-Geral de Esportes da Arábia Saudita anunciaram o seguimento do Greatest Royal Rumble, Crown Jewel, um evento ao vivo a ser realizado em 2 de novembro de 2018 no King Fahd International Stadium em Riyadh. Os eventos fazem parte de uma parceria estratégica de multiplataforma de 10 anos entre a WWE e a Autoridade de Esportes da Arábia Saudita em apoio à Visão Saudita 2030, o programa de reforma social e econômica da Arábia Saudita. Em 6 de outubro de 2018, foi anunciado que o local do Crown Jewel foi alterado do Estádio King Fahd International para o Estádio King Saud University Stadium.
Em 2015, a WWE rescindiu o contrato de Hulk Hogan devido a um relatório do National Enquirer e Radar Online de falas racistas feitas por Hogan em sua polêmica fita de sexo vazada em que ele foi ouvido expressando repulsa com a noção de sua filha com qualquer homem negro, referenciado pelo uso repetido do insulto racial "nigger". Em 15 de julho de 2018, após uma suspensão de três anos, a empresa restabeleceu Hogan no Hall da Fama da WWE, e em 31 de outubro foi anunciado que Hogan seria o anfitrião do Crown Jewel.

## Antes do evento
Crown Jewel teve combates de luta profissional de diferentes lutadores com rivalidades e histórias pré-determinadas, que se desenvolveram no Raw e SmackDown Live — programas de televisão da WWE. Os lutadores interpretaram um vilão ou um mocinho seguindo uma série de eventos para gerar tensão, culminando em várias lutas.
No SummerSlam, Brock Lesnar defendeu o Campeonato Universal contra Roman Reigns. Antes do combate começar, Braun Strowman veio e anunciou que ele iria descontar seu contrato do Money in the Bank no vencedor. Durante a luta, porém, Strowman foi incapacitado por Lesnar, prevenindo ele de descontar seu contrato. A distração permitiu que Reigns derrotasse Lesnar e conquistasse o título, terminando o reinado de 504 dias de Lesnar. Na noite seguinte no Raw, o gerente geral Kurt Angle disse ao advogado de Lesnar Paul Heyman que, embora Lesnar tivesse uma revanche contratual, isso não ocorreria por um período indefinido de tempo. Na semana seguinte, Strowman anunciou que ele iria descontar seu contrato em Reigns no Hell in a Cell dentro da estrutura homônima. No evento, Lesnar interferiu no combate, chutando a porta da cela e atacando os dois lutadores, tornando-os incapazes de continuar, o que resultou com a luta acabando sem vencedor e Reigns mantendo o título. Na noite seguinte no Raw, ambos Reigns e Strowman chamaram Lesnar para lutar, resultando no gerente geral inteiro Baron Corbin marcando uma luta triple threat entre Reigns, Strowman e Lesnar pelo Campeonato Universal no Crown Jewel. No episódio de 22 de outubro do Raw, no entanto, Reigns renunciou o título depois de anunciar que sua leucemia, que estava em remissão desde o final de 2008, havia recaído legitimamente. Isso transformou a luta triple threat em uma luta entre Lesnar e Strowman pelo agora título vago.
Em 17 de setembro de 2018, a WWE programou a Copa do Mundo da WWE World Cup para o Crown Jewel, um torneio de eliminação de oito lutadores para "determinar o melhor do mundo" com quatro lutadores representando Raw e SmackDown cada. Em 8 de outubro no episódio do Raw, por suas realizações anteriores na WWE, o agente livre John Cena foi anunciado como o primeiro participante representando o Raw. Nesse mesmo episódio, uma battle royal "global" de 10 lutadores começou, onde o vencedor seria adicionado ao torneio. O gerente geral interino do Raw, Baron Corbin participou com outros nove competidores locais, mas foi eliminado por último pelo retornante Kurt Angle, disfarçado como The Conquistador, assim Angle ganhou a battle royal para se qualificar para o torneio. Mais duas eliminatórias foram decididas no episódio de 9 de outubro do SmackDown, onde Jeff Hardy e Randy Orton se qualificaram para o torneio após derrotarem Samoa Joe e Big Show, respectivamente. As duas últimas eliminatórias do Raw foram decididas no Raw de 15 de outubro, onde Seth Rollins e Dolph Ziggler se qualificaram após derrotarem Drew McIntyre e Dean Ambrose, respectivamente. As duas últimas eliminatórias do SmackDown foram decididas no especial SmackDown 1000, onde The Miz e Rey Mysterio, este último fazendo seu retorno da WWE em tempo integral, se qualificaram para o torneio após derrotarem Rusev e Shinsuke Nakamura, respectivamente. No episódio de 29 de outubro do Raw, o gerente geral interino Baron Corbin substituiu Cena por Bobby Lashley após elogiar o ataque dele sobre Finn Bálor após a luta entre eles mais cedo naquela noite. Na história, Corbin substituiu Cena, pois ele não se classificou tecnicamente para o torneio. Na realidade, Cena se recusou legitimamente a participar devido à controvérsia em torno do evento. No episódio de 30 de outubro do SmackDown, o comissário do SmackDown Shane McMahon deu a seus quatro participantes um ultimato: se o finalista deles perdesse, eles seriam demitidos do SmackDown.
No Super Show-Down, AJ Styles derrotou Samoa Joe por submissão em uma luta sem contagens, sem desqualificações para reter o Campeonato da WWE. Na mesma noite, Daniel Bryan derrotou The Miz para ganhar uma luta pelo Campeonato da WWE. Após a vitória de Bryan, foi anunciado pela gerente geral do SmackDown Paige que ele iria receber seu combate pelo Campeonato da WWE contra Styles no Crown Jewel. Porém, após eles terem um confronto de tensão no SmackDown, o comissário Shane McMahon anunciou que a luta entre eles pelo título aconteceria naquela noite. Styles reteve com sucesso seu título com sucesso após fazer Bryan desistir no Calf Crusher. Momentos após o término do combate, Joe atacou ambos os lutadores, sufocando cada um com o Coquina Clutch. Enfurecido, Styles exigiu enfrentar Joe no Crown Jewel com o título em jogo, e Paige relutantemente tornou oficial. Na realidade, Bryan legitimamente se recusou a participar devido à controvérsia em torno do evento.
No Super Show-Down, Triple H derrotou The Undertaker em uma luta sem desqualificações. Após o combate, Triple H, Shawn Michaels, Undertaker e Kane demonstraram respeito mútuo até Undertaker e Kane atacarem Triple H e Michaels. No episódio seguinte do Raw, Triple H e Michaels formalmente se renomearam como D-Generation X, desafiando The Brothers of Destruction para uma luta de duplas no Crown Jewel, marcando a primeira luta de Michaels desde que foi aposentado por The Undertaker no WrestleMania XXVI em 2010.
No especial SmackDown 1000 em 16 de outubro de 2018, The Bar (Cesaro e Sheamus) derrotaram The New Day (representado por Big E e Xavier Woods) para conquistar o Campeonato de Duplas do SmackDown. Uma revanche pelo título foi marcada para o Crown Jewel.
Em 1 de novembro, foi anunciado que Shinsuke Nakamura iria defender seu Campeonato dos Estados Unidos da WWE contra Rusev no pré-show do evento.

## Resultados
| Nº                                          | Resultados | Estipulações                                              | Tempo |
| ------------------------------------------- | --- | --------------------------------------------------------- | ----- |
| Pré- show                                   | Shinsuke Nakamura (c) derrotou Rusev                                                                          | Luta individual pelo Campeonato dos Estados Unidos da WWE | 9:30  |
| 1                                           | Rey Mysterio derrotou Randy Orton                                                                             | Quartas de final da Copa do Mundo da WWE                  | 5:25  |
| 2                                           | The Miz derrotou Jeff Hardy                                                                                   | Quartas de final da Copa do Mundo da WWE                  | 6:58  |
| 3                                           | Seth Rollins derrotou Bobby Lashley (com Lio Rush)                                                            | Quartas de final da Copa do Mundo da WWE                  | 5:25  |
| 4                                           | Dolph Ziggler (com Drew McIntyre) derrotou Kurt Angle                                                         | Quartas de final da Copa do Mundo da WWE                  | 8:15  |
| 5                                           | The Bar (Cesaro e Sheamus) (c) (com Big Show) derrotou The New Day (Big E e Kofi Kingston) (com Xavier Woods) | Luta de duplas pelo Campeonato de Duplas do SmackDown     | 10:32 |
| 6                                           | The Miz derrotou Rey Mysterio                                                                                 | Semifinal da Copa do Mundo da WWE                         | 11:10 |
| 7                                           | Dolph Ziggler (com Drew McIntyre) derrotou Seth Rollins                                                       | Semifinal da Copa do Mundo da WWE                         | 13:05 |
| 8                                           | AJ Styles (c) derrotou Samoa Joe                                                                              | Luta individual pelo Campeonato da WWE                    | 11:10 |
| 9                                           | Brock Lesnar (com Paul Heyman) derrotou Braun Strowman                                                        | Luta individual pelo vago Campeonato Universal da WWE     | 3:16  |
| 10                                          | Shane McMahon1 derrotou Dolph Ziggler                                                                         | Final da Copa do Mundo da WWE                             | 2:29  |
| 11                                          | D-Generation X (Triple H e Shawn Michaels) derrotou The Brothers of Destruction (The Undertaker e Kane)       | Luta de duplas                                            | 27:49 |
| (c) – Refere-se aos campeões antes da luta. | |                                                           |       |

### Torneio da Copa do Mundo da WWE
A Copa do Mundo da WWE foi um torneio de eliminação de oito lutadores para determinar o "melhor do mundo". Quatro participantes vindo do Raw e quatro participantes vindo do SmackDown. Os participantes do Raw e do SmackDown enfrentaram adversários de seu próprio programa até que um membro de sua marca seja deixado, após o qual o finalista do Raw enfrentaria o finalista do SmackDown. John Cena foi originalmente anunciado como um participante direto por causa de suas realizações anteriores na WWE, mas foi substituído por Bobby Lashley depois que ele legitimamente se recusou a trabalhar no show após o incidente de Khashoggi.
|  | Quartas de final | Quartas de final | Quartas de final |                |           | Semifinais    | Semifinais | Semifinais |  |  | Final | Final | Final |  |
|  |                  |                  |                  |                |           |               |            |            |  |  |       |       |       |  |
|  | Raw              | Seth Rollins     | 5:35             |                |           |               |            |            |  |  |       |       |       |  |
|  | Raw              | Seth Rollins     | 5:35             |                |           |               |            |            |  |  |       |       |       |  |
|  | Raw              | Bobby Lashley    | Pin              |                |           |               |            |            |  |  |       |       |       |  |
|  | Raw              | Bobby Lashley    | Pin              |                | Raw       | Seth Rollins  | Pin        |            |  |  |       |       |       |  |
|  |                  |                  |                  |                | Raw       | Seth Rollins  | Pin        |            |  |  |       |       |       |  |
|  |                  |                  | Raw              | Dolph Ziggler  | 13:15     |               |            |            |  |  |       |       |       |  |
|  | Raw              | Kurt Angle       | Raw              | Dolph Ziggler  | 13:15     | Pin           |            |            |  |  |       |       |       |  |
|  | Raw              | Kurt Angle       |                  |                |           |               |            |            |  |  |       |       |       |  |
|  | Raw              | Dolph Ziggler    | 8:25             |                |           |               |            |            |  |  |       |       |       |  |
|  | Raw              | Dolph Ziggler    | 8:25             |                | Raw       | Dolph Ziggler | Pin        |            |  |  |       |       |       |  |
|  |                  |                  |                  |                |           |               |            |            |  |  |       |       |       |  |
|  |                  |                  | SmackDown        | Shane McMahon† | 2:35      |               |            |            |  |  |       |       |       |  |
|  | SmackDown        | Jeff Hardy       | SmackDown        | Shane McMahon† | 2:35      | Pin           |            |            |  |  |       |       |       |  |
|  | SmackDown        | Jeff Hardy       |                  |                |           |               |            |            |  |  |       |       |       |  |
|  | SmackDown        | The Miz          | 7:10             |                |           |               |            |            |  |  |       |       |       |  |
|  | SmackDown        | The Miz          | 7:10             |                | SmackDown | The Miz       | 11:25      |            |  |  |       |       |       |  |
|  |                  |                  |                  |                | SmackDown | The Miz       | 11:25      |            |  |  |       |       |       |  |
|  |                  |                  | SmackDown        | Rey Mysterio   | Pin       |               |            |            |  |  |       |       |       |  |
|  | SmackDown        | Rey Mysterio     | SmackDown        | Rey Mysterio   | Pin       | 5:35          |            |            |  |  |       |       |       |  |
|  | SmackDown        | Rey Mysterio     |                  |                |           |               |            |            |  |  |       |       |       |  |
|  | SmackDown        | Randy Orton      | Pin              |                |           |               |            |            |  |  |       |       |       |  |

↑1  - † Shane McMahon substituiu The Miz, que foi considerado incapaz de competir.